# Alcyonidium anglei
Alcyonidium anglei är en mossdjursart som beskrevs av Jean-Loup d'Hondt och Goyffon 1991. Alcyonidium anglei ingår i släktet Alcyonidium och familjen Alcyonidiidae. Inga underarter finns listade i Catalogue of Life.